# PHM Racing
PHM Racing is een Duits autosportteam. Het neemt in samenwerking met Charouz Racing System deel aan de Formule 2- en FIA Formule 3-kampioenschappen.

## Geschiedenis
PHM Racing ontstond nadat Mücke Motorsport zijn activiteiten in het formuleracing aan het eind van het seizoen 2021 staakte. Paul Müller nam de inboedel over en werkte voornamelijk met personeel dat voorheen bij Mücke werkzaam was. In 2022 nam het deel aan zijn eerste kampioenschap, het Formule 4-kampioenschap van de Verenigde Arabische Emiraten. Hier reed het team met Nikita Bedrin, Jonas Ried en Taylor Barnard als coureurs. Bedrin behaalde twee zeges en werd vierde in het kampioenschap, terwijl Barnard met een overwinning negende werd. PHM werd derde in het kampioenschap bij de teams. Na dit succesvolle debuut besloot het team om ook deel te nemen aan zowel het Italiaanse als het ADAC Formule 4-kampioenschap. Bedrin, Ried en Barnard reden ook in deze kampioenschappen bij het team; in Italië werden zij bijgestaan door Victoria Blokhina, terwijl zij in Duitsland Valentin Kluss als teamgenoot kregen. In Italië won het team geen races, maar stond het met Bedrin en Barnard wel driemaal op het podium en werd het derde in het kampioenschap bij de teams. In Duitsland won Barnard vijf races, waardoor hij achter Andrea Kimi Antonelli tweede werd bij de coureurs, terwijl Bedrin met een zege vierde werd.
In 2023 breidde PHM Racing zijn activiteiten uit naar het Formula Regional Middle East Championship. Ook ging het een samenwerking aan met Charouz Racing System en schreven de twee teams zich samen in voor de Formule 2 en het FIA Formule 3-kampioenschap.